# Salvia castanea
Salvia castanea  (лат.) — вид рода Шалфей (Salvia) семейства Яснотковые (Lamiaceae).
Это многолетнее травянистое растение было обнаружено в долине Юньнань в Китае в 1904 году коллекционером растений Джорджем Форрестом. Кроме того, оно растёт в Непале, Бутане и Тибете на высоте 1800-4100 метров. Salvia castanea достигает 1 метра в высоту в дикой природе и 35-70 см при выращивании в Европе и США.
Используется как декоративное растение.